# Anna Gaël
Anna Gaël, född Anna Abigél Gyarmathy 27 september 1943 i Budapest, död 17 september 2022 i Paris. var en ungersk-fransk skådespelerska och journalist.

## Filmografi i urval
- 1965 – Espions à l'affût
- 1967 – Å ett sånt härligt sex
- 1968 – Béru et ces dames
- 1968 – Thérèse et Isabelle
- 1969 – Bron vid Remagen
- 1970 – Nana
- 1970 – Zeta One
- 1971 – Snobbar som jobbar (TV-serie)
- 1976 – Dracula père et fils